# Gabriel Nicolas de la Reynie
Gabriel Nicolas de La Reynie (Limoges, 1625 – Parigi, 14 giugno 1709) è stato un magistrato e poliziotto francese, il primo ad essere stato nominato luogotenente generale di polizia.

## Biografia
Figlio cadetto di Jean Nicolas de Traslage, ricevette in eredità dalla famiglia di sua nonna, il cui cognome era Hugon, il feudo dei Reynie, che procurava una rendita annua di sole 200 lire. Nel 1698 ereditò il castello di Traslage, situato a Vicq-sur-Breuilh, da suo nipote, l'abate Jean Nicolas de Traslage; successivamente nel 1705 acquistò la baronia di Vicq.
Fu magistrato a Angoulême e in seguito presidente del tribunale di Bordeaux. Riuscì a non farsi coinvolgere nella Fronda nobiliare ed ebbe l'incarico di intendente del governatore della Guienna, il duca di Épernon, che lo presentò a corte. Reynie amministrò i beni del duca senza tralasciare i suoi. Nel 1661 comprò per 320.000 lire un seggio al Consiglio di stato. Nel marzo 1667 ottenne la carica di luogotenente generale di polizia che il ministro Colbert aveva istituito quell'anno. La luogotenenza generale di polizia, che la Reynie mantenne per trent'anni, aveva compiti molto vasti, per esempio garantire la sicurezza dei cittadini, repressione dei reati, repressione della mendicità, controllo del commercio e delle corporazioni, rifornimento dei viveri a Parigi, gestione dell'illuminazione notturna, mantenimento dell'igiene urbana, gestione della giustizia, sorveglianza della stampa.
Nella vita privata, La Reynie fu importante collezionista e di antichi codici greci e romani, e appassionato bibliofilo ricordato per aver costituito una delle più belle biblioteche private di Parigi.